# Міженецька сільська рада
Міженецька сільська рада Міженецької сільської територіальної громади (до 2015 року — Міженецька сільська рада Старосамбірського району Львівської області) — орган місцевого самоврядування Міженецької сільської територіальної громади Львівської області. Розміщення — село Міженець.

## Склад ради
Рада складається з 14 депутатів та голови.
Перші вибори депутатів ради громади та сільського голови відбулись 25 жовтня 2015 року, одночасно з черговими місцевими виборами в Україні. Було обрано 14 депутатів ради, серед яких 13 — самовисуванці та один — кандидат від Української республіканської партії.
Головою громади обрали позапартійного самовисуванця Михайла Брицького, чинного Міженецького сільського голову.

## Історія
Міженецька сільська рада утворена в 1939 році. До 24 листопада 2015 року — адміністративно-територіальна одиниця у Старосамбірському районі Львівської області з підпорядкуванням сіл Міженець, Зоротовичі та Стороневичі. Рада складалась з 16 депутатів та голови.

### Керівний склад попередніх скликань
| ПІБ                           | Основні відомості                                                                                | Дата обрання | Дата звільнення |
| ----------------------------- | ------------------------------------------------------------------------------------------------ | ------------ | --------------- |
| Бемба Володимир Миколайович   | Сільський голова, 1958 року народження, член Народного Руху України                              | 26.03.2006   | 31.10.2010      |
| Брицький Володимир Михайлович | Сільський голова, 1957 року народження, освіта вища, член партії Християнсько-Демократичний Союз | 31.10.2010   |                 |

Примітка: таблиця складена за даними джерела